# Derby de l'Ouest slovaque
Le Derby traditionnel (slovaque : Tradičné derby) est le surnom donnée à la confrontation entre les deux meilleures équipes de football de Slovaquie, le ŠK Slovan Bratislava et le FC Spartak Trnava. Il s'agit de l'un des matchs les plus prestigieux du calendrier slovaque. Hors Slovaquie, cette rencontre a tendance à être appelée le Derby de l'Ouest slovaque. 

## Histoire
Le Slovan Bratislava est créé en 1919 et le Spartak Trnava en 1923. Le premier match entre les deux clubs a lieu le 21 mars 1926 à Trnava et le Spartak Trnava s'impose 3-1. À partir de cette date et jusqu'au terme de la saison 1992-1993, les équipes se trouvent en Tchécoslovaquie puis à partir de la saison 1993-1994, elles évoluent en Slovaquie.

### Période tchécoslovaque
La rivalité qui lie les deux clubs est essentiellement sportive et elle prend racine en 1942 lors du transfert controversé de František Masarovič du Spartak vers le Slovan. La période de 1967-1968 à 1971-1972 est la plus faste dans la confrontation sportive puisque les deux clubs occupent alternativement les places de champions et vice-champions de Tchécoslovaquie.

### Période slovaque
Le premier match de l'ère slovaque se déroule le 11 septembre 1993 et il voit la victoire du Slovan Bratislava par 3-1.
Le 17 mai 2009 se joue la toute première rencontre à huis clos à la suite d'une sanction de la fédération slovaque en réponse à des débordements de supporters du Spartak Trnava lors d'un match contre le FC Nitra.